# روز کلیولند
روز الیزابت کلیولند (۱۳ ژوئن ۱۸۴۶ – ۲۲ نوامبر ۱۹۱۸) نویسنده و سخنران آمریکایی بود. او از سال ۱۸۸۵ تا ۱۸۸۶، در دوران ریاست‌جمهوری برادرش، گروور کلیولند، بانوی اول ایالات متحده بود.
او در دوران جوانی آموزش پیشرفته‌ای دریافت کرد و با رد کردن هنجارهای سنتی جنسیتی، به دنبال حرفه‌ای در زمینه‌های ادبی و علمی رفت. زمانی که برادر مجردش به ریاست‌جمهوری رسید، رز به عنوان بانوی اول خدمت کرد تا زمانی که گروور با فرانسیس فولسوم ازدواج کرد. رز از جایگاه بانوی اول برای حمایت از حق رأی زنان استفاده کرد و علاقه‌ای به مدیریت امور خانه که معمولاً با این نقش همراه بود، نشان نداد.
پس از ترک کاخ سفید، کلیولند چندین اثر داستانی و غیرداستانی نوشت که بسیاری از آن‌ها به حقوق زنان مربوط می‌شدند. او برای مدتی سردبیر یک مجله ادبی بود و به تدریس و سخنرانی در مکان‌های مختلف ادامه داد. در سال ۱۸۸۹ با اِوانجلین مارس سیمپسون آشنا شد و رابطه عاشقانه‌ای میان آن‌ها شکل گرفت که با ازدواج سیمپسون با هنری بنجامین ویپل برای چند سال قطع شد. پس از تجدید رابطه، آن‌ها در سال ۱۹۱۰ به ایتالیا نقل مکان کردند. کلیولند سال‌های پایانی عمر خود را صرف کمک به پناهندگان جنگ جهانی اول و سپس بیماران آنفلوآنزای اسپانیایی کرد تا اینکه خود به این بیماری مبتلا شد و در سال ۱۹۱۸ درگذشت.